# Val-Cenis
Val-Cenis is een Franse gemeente die op 1 januari 2017 ontstond door de fusie van Bramans, Sollières-Sardières, Termignon, Lanslebourg-Mont-Cenis en Lanslevillard. De hoofdplaats van de gemeente is Termignon. Val-Cenis telde op 1 januari 2022 2.092 inwoners. Naar oppervlakte is Val-Cenis de tweede grootste gemeente van Metropolitaan Frankrijk (na Arles). Het wintersportgebied Val Cenis bevindt zich eveneens in deze gemeente. De gemeente is genoemd naar het deel van het dal van de rivier de Arc ten noorden het Mont-Cenismassief (Signal du Petit Mont-Cenis en Signal du Grand Mont-Cenis).

## Nederzettingen
De belangrijkste dorpen zijn Bramans, Sollières, Sardières, Termignon, Lanslebourg en Lanslevillard. De grootste gehuchten zijn le Verney (Bramans), le Planey (Bramans), Sollières l'Envers (Sollières-Sardières), la Chavière (Termignon) en le Collet (Lanslevillard).

## Geografie
De gemeente ligt in de Mauriennevallei, in het zuidoosten van Savoie. Het grondgebied van de gemeente ligt zowel in het Vanoisemassief als in het Mont-Cenismassief.
De Arc stroomt door de hoofdvallei van de Maurienne en stroomt langs de dorpen Lanslevillard, Lanslebourg, Termignon, Sollières en le Verney. De twee belangrijkste zijrivieren zijn de Doron de Termignon (rechterzijrivier) en de Ruisseau d'Ambin (linkerzijrivier). De Doron de Termignon ontstaat waar de valleien van Leisse en Rocheure samenkomen in het noorden van de gemeente. De zestien kilometer lange Ruisseau d'Ambin ontstaat uit het Lac d'Ambin en stroomt ten noorden van Bramans in de Arc.
De Grande Casse vormt met zijn 3855 meter hoogte de hoogste top van de gemeente. Deze berg ligt helemaal in het noorden van de gemeente. De vallei aan de voet van deze berg, de Leissevallei, is de meest noordelijke vallei van de gemeente. Tussen de hoofdvallei (van de Arc) en die van de Leisse ligt nog een vallei, die van la Rocheure. Beide valleien maken deel uit van het Nationaal Park Vanoise. Naast het minuscule gehucht Pierre Blanche en berghut Femma in de Rocheurevallei en de berghut Leisse en het gehucht Entre Deux Eaux in de Leissevallei, zijn deze valleien onbewoond.
In het westen van de gemeente ligt de Dent Parrachée (3697 m). Een belangrijk deel van het gletsjerplateau van de Glaciers de la Vanoise ligt op het grondgebied van de gemeente Val-Cenis. De berghut van Arpont, boven de vallei van de Doron de Termignon, biedt hier een uitvalsbasis. Centraal in de gemeente ligt de Grand Roc Noir (3582 m). Deze berg ligt direct ten noorden van de dorpen Lanslebourg en Lanslevillard. Op zijn oostflank ligt een relatief vlakke twee vierkante kilometer grote gletsjer: de Glacier du Vallonet.
In het oosten van de gemeente, vormt de Pointe de Ronce (3612 m), op de grens met Bessans, het hoogte punt van het Mont-Cenismassief. In het uiterste zuiden vormen de Rognosa d'Etiache (3382 m) en de Mont d'Ambin (3378 m) de twee hoogste toppen van de Ambingroep, een submassief van ofwel het Mont-Cenismassief (Franse indeling) of de Alpi del Moncenisio (Noordelijke Cottische Alpen) (Italiaanse indeling).
In het zuidoosten van de gemeente ligt er een hoog (2000 m), uitgestrekt vlak gebied tussen de drie bergen Mont Giusalet (Ambingroep), Signal du Petit Mont-Cenis en de Pointe de Ronce (submassief van de Grand Mont-Cenis). In de jaren 60 werd een groot deel van dit hoge plateau gevuld door het stuwmeer van Mont-Cenis.
De oppervlakte van Val-Cenis bedroeg op 1 januari 2022 408,05 vierkante kilometer; de bevolkingsdichtheid was toen 5,1 inwoners per km².
De onderstaande kaart toont de ligging van Val-Cenis met de belangrijkste infrastructuur en aangrenzende gemeenten.

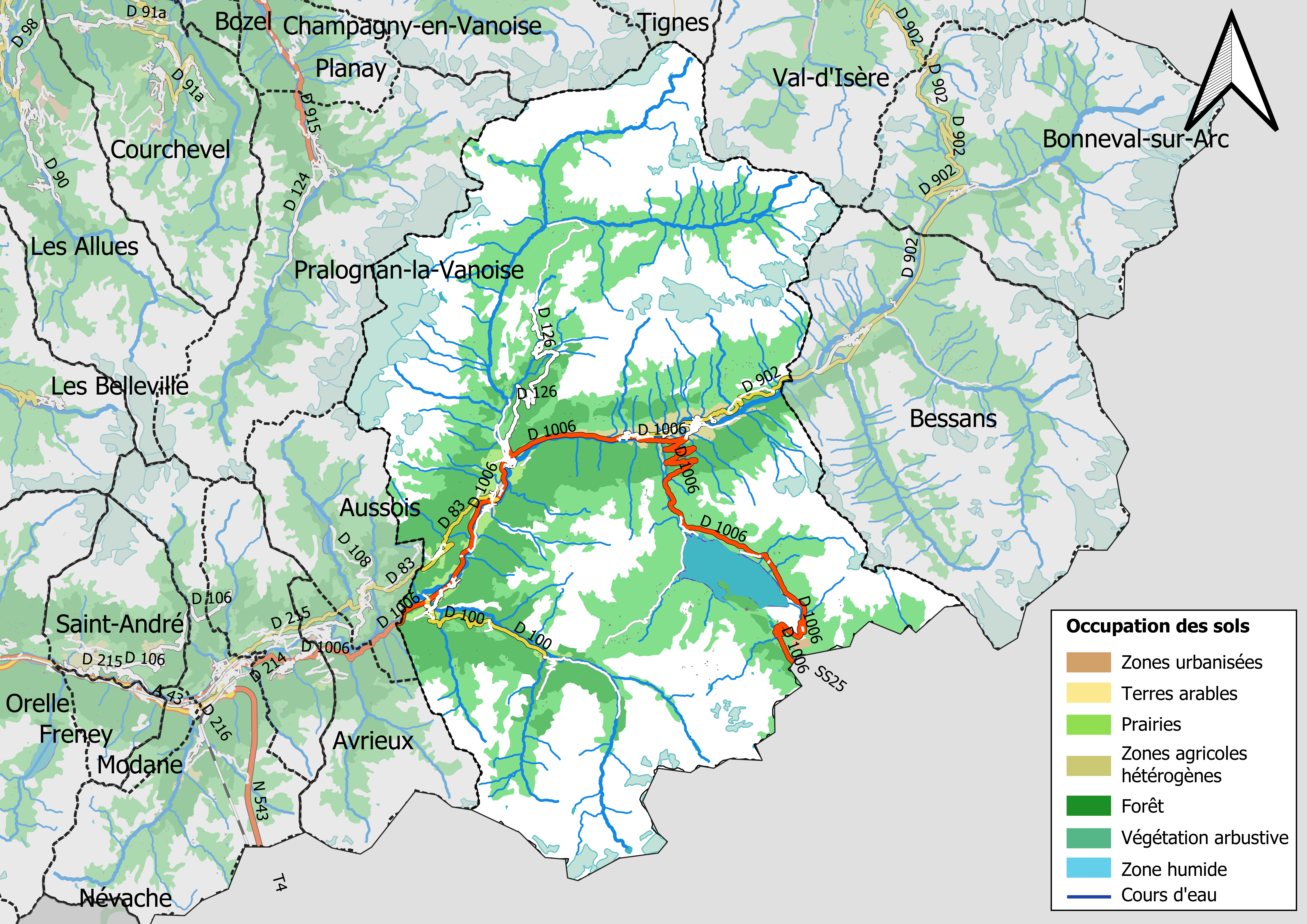

### Klimaat
Val-Cenis kent een typisch droog klimaat, relatief warm in de zomer en koud in de winter. In de zomer valt er bijzonder weinig neerslag en Val-Cenis is een van de droogste gemeentes van Rhône-Alpes, met doorgaans enkele onweersdagen. In de winter valt er sneeuw.
De meeste nederzettingen in de gemeente, en voornamelijk de gehuchten Sollières, Sardières en Termignon bevinden zich op de zogeheten adret, de noordelijke zijde van de vallei). Hierdoor hebben deze nederzettingen een overvloedige zonneschijn. Dit lag aan de basis van de naam Sollières (Sol = zon). Door de overheersende zuidoostenwind heerst er vaak een constant föhneffect. De zuidoostenwind, la lombarde genoemd naar Lombardije, blaast over de hoofdkam van de Alpen (over de Mont-Cenis of de Mont Ambin bijvoorbeeld) en brengt uitgedroogde lucht aan. Hierdoor heerst er in de zomer een bijzonder droog microklimaat. In de winter voert de wind wat vochtigere lucht aan waardoor een elke winter sneeuw valt. De wintertemperaturen zijn minder koud dan normaal voor de gegeven hoogte.
Het terrein van de gemeente wordt aldus opgedeeld in een bijzonder droge adret (zuidflanken, ten noorden van de thalweg) en een vochtigere en koudere zone op de ubac (de flanken gericht op het noorden, ten zuiden van de thalweg). In de streek wordt Val-Cenis al een het droogte-eiland van de Haute-Maurienne genoemd.

## Monumenten
- Kapel van Saint-Sébastien in Lanslebourg
- Oud militair fort van Ronce (ten oosten van het stuwmeer)
- Priorij van Saint-Pierre d'Extravache (vallei van Ambin, Bramans)
- Monoliet van Sardières, een natuurlijke rotsformatie

## Fotogalerij

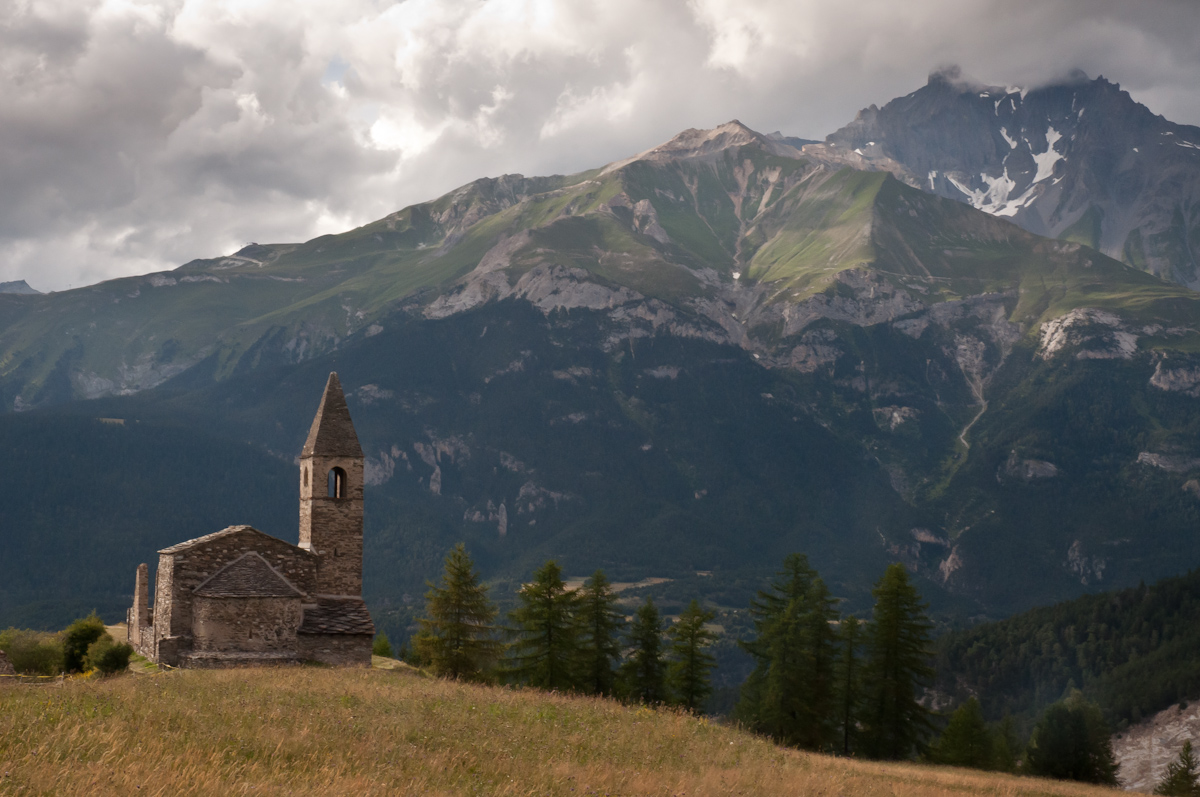
De kerk van Saint-Pierre d'Extravache
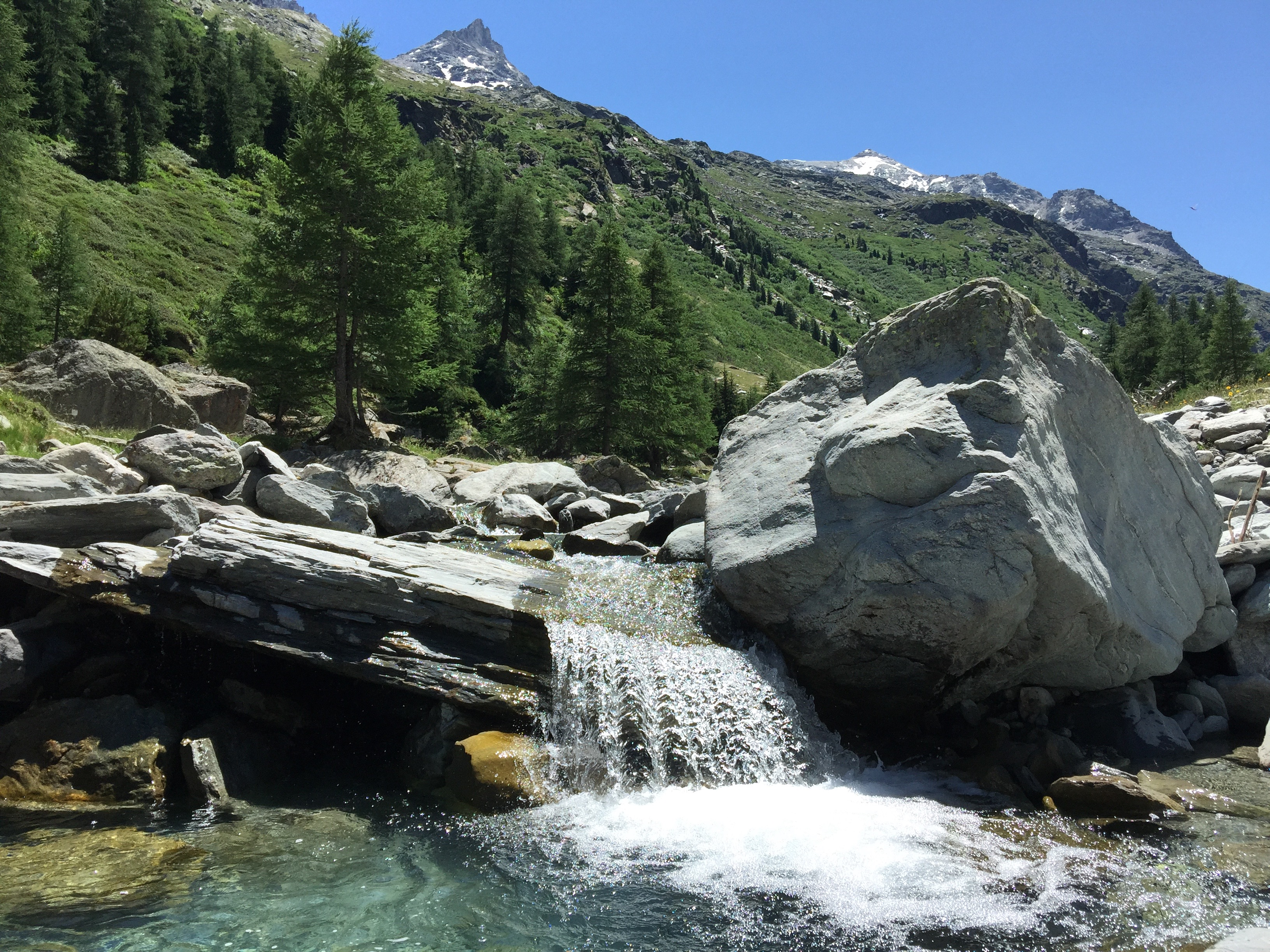
Zicht op de Dents d'Ambin (linksboven) en Mont d'Ambin (rechtsboven) van in de vallei van Ambin
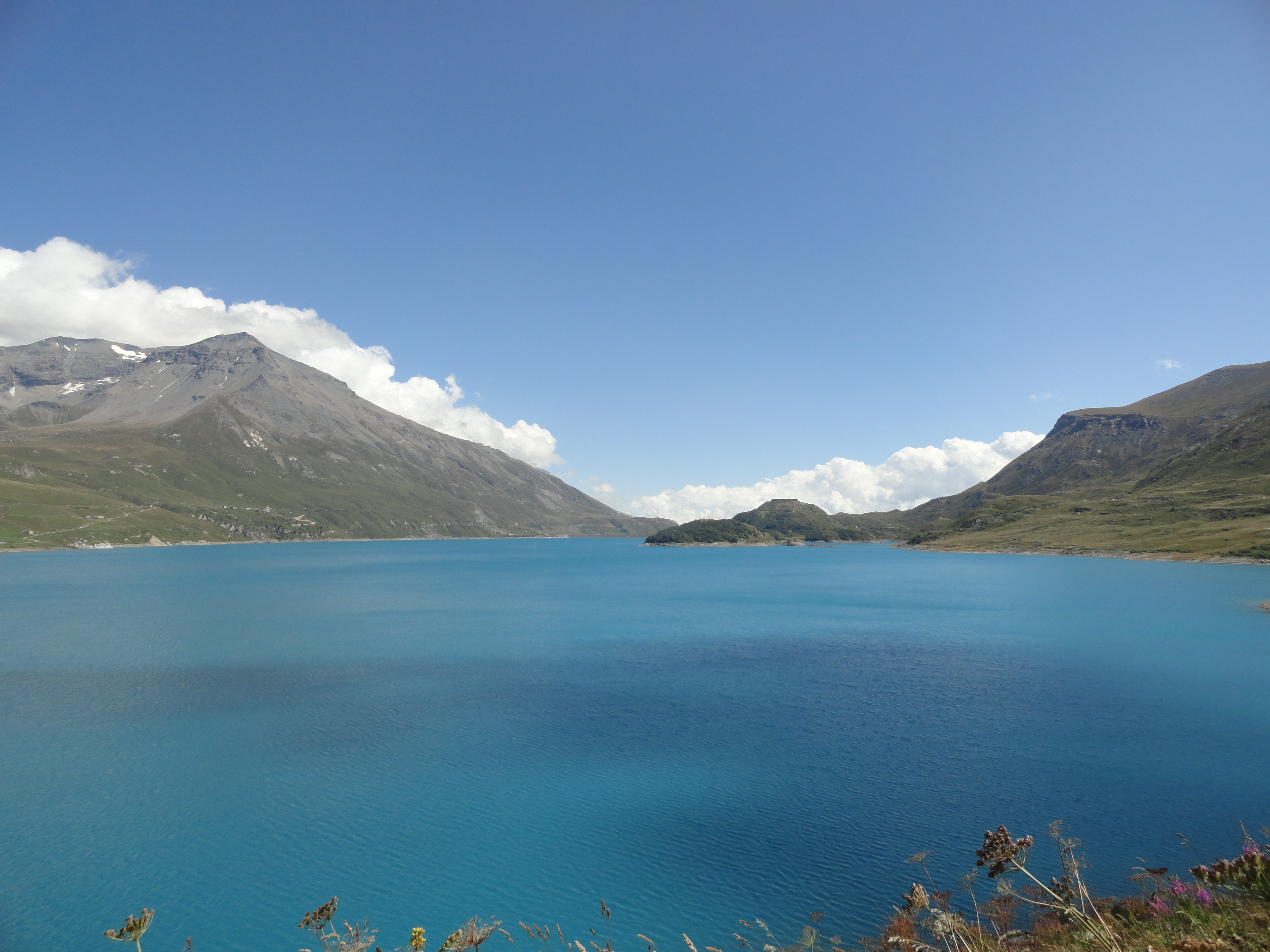
Het stuwmeer
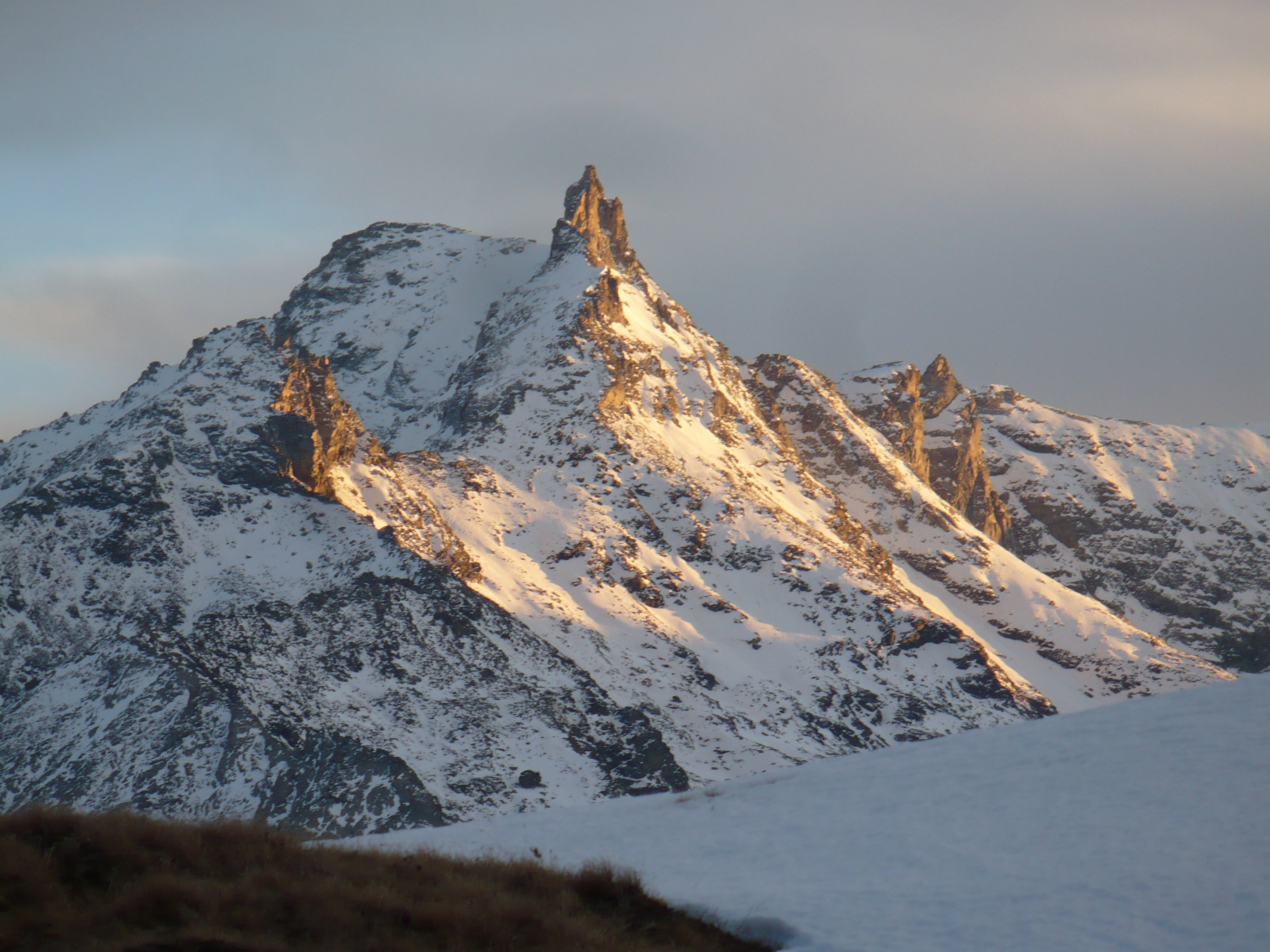
Dent d'Ambin
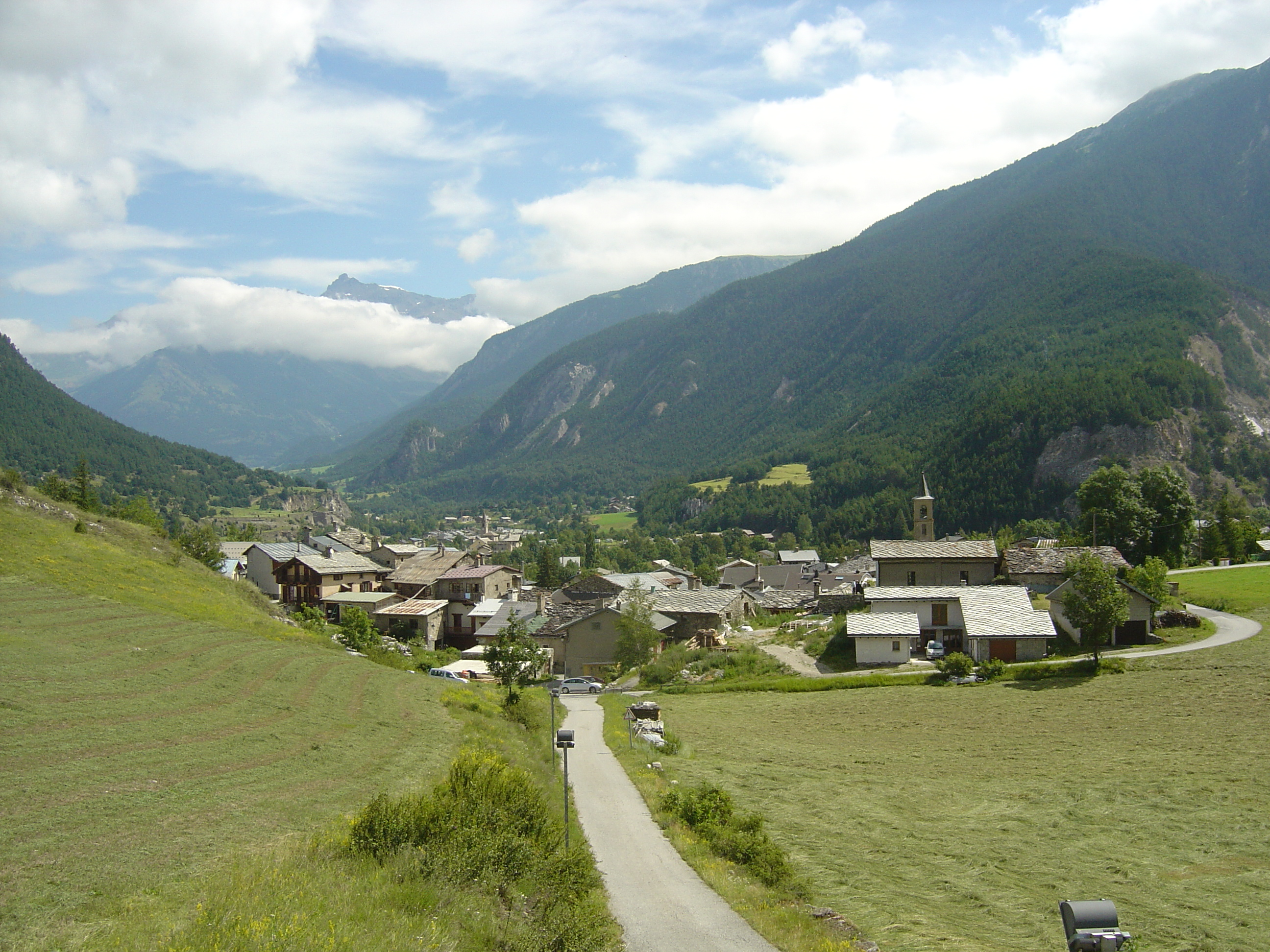
Zicht op het dorp Bramans
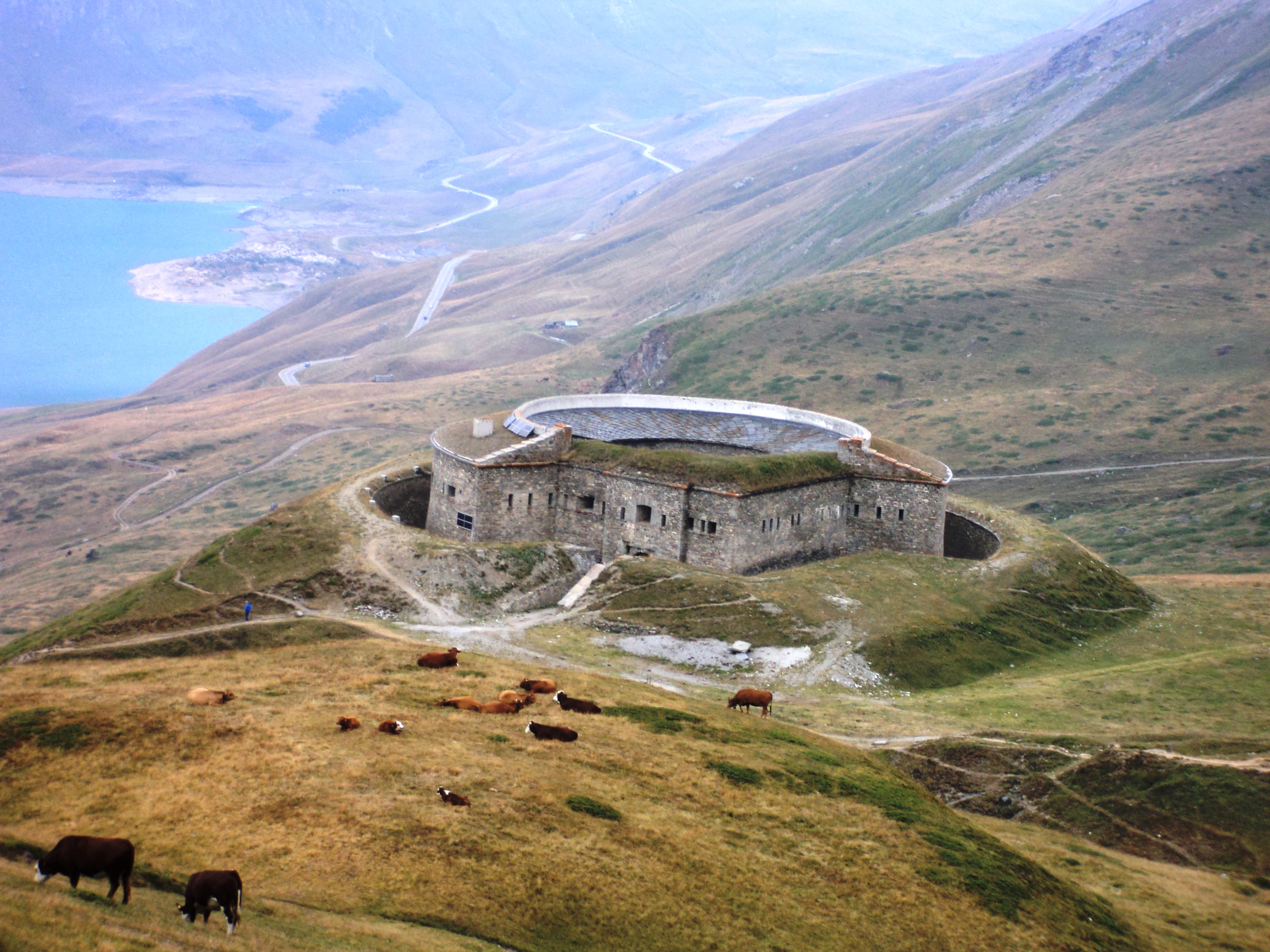
Fort van Ronce met het stuwmeer op de achtergrond
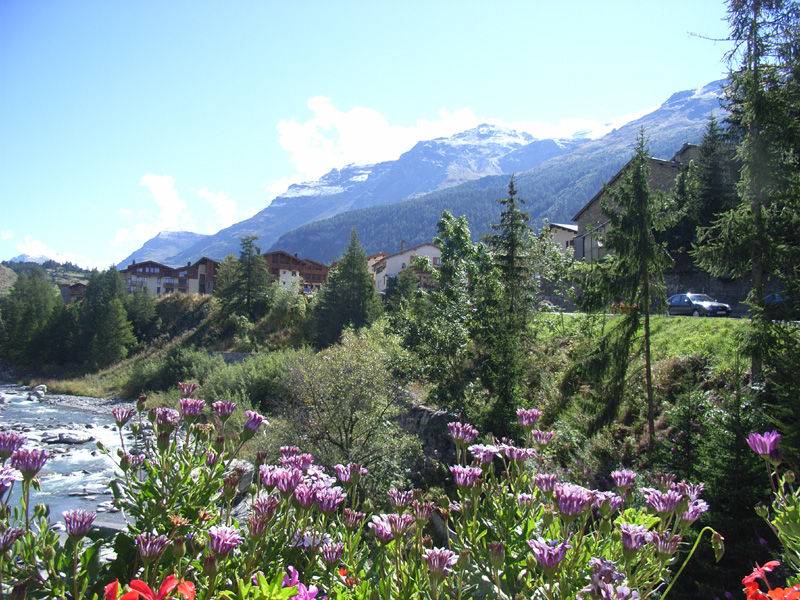
Lanslevillard
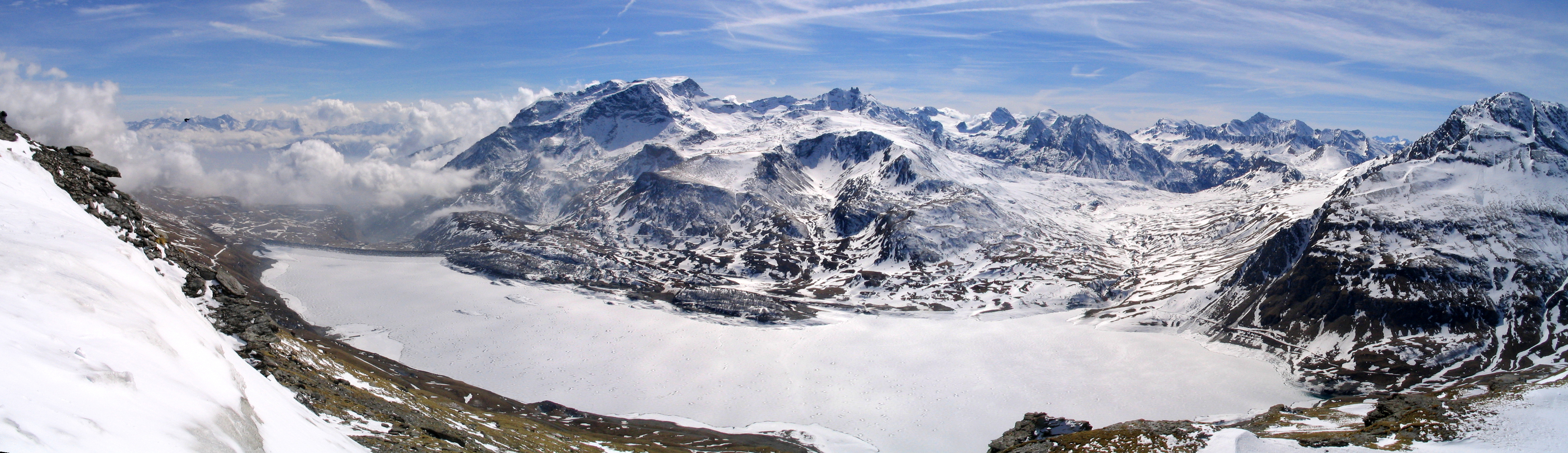
Het plateau van Mont-Cenis met het in de jaren 1960 gecreëerde stuwmeer
Zicht op het zuidelijke en zuidwestelijke deel van de gemeente met aan de horizon: Pointe de Ronce, stuwmeer van Mont-Cenis, Petit Mont-Cenis, hoofdvallei met Termignon (voorgrond), Dent Parrachée en Dôme de l'Arpont